# Liberian Girl
Liberian Girl – piosenka Michaela Jacksona, wydana na singlu, ostatnim pochodzącym z albumu Bad (1987). Singiel został wydany jedynie w Europie i Australii. Jackson zadedykował utwór swojej przyjaciółce Elizabeth Taylor.
W utworze słychać kobiecy głos mówiący w języku suahili. Partie te wykonywała Letta Mbulu, wokalistka jazzowa z Południowej Afryki.

## Teledysk
Teledysk wyreżyserował Jim Yukich, udział w nim wzięło wielu przyjaciół Jacksona. W kolejności alfabetycznej byli to:

- Paula Abdul
- Rosanna Arquette
- Dan Aykroyd
- Mayim Bialik
- Bubbles (szympans)
- Jackie Collins
- David Copperfield
- Emily Dreyfuss
- Richard Dreyfuss
- Corey Feldman
- Lou Ferrigno
- Debbie Gibson
- Danny Glover
- Steve Guttenberg
- Jasmine Guy
- Whoopi Goldberg
- Sherman Hemsley
- Olivia Hussey
- Amy Irving
- Malcolm Jamal-Warner
- Beverly Johnson
- Quincy Jones
- Don King
- Virginia Madsen
- Olivia Newton-John
- Brigitte Nielsen
- Lou Diamond Phillips
- Ricky Schroder
- Steven Spielberg
- Suzanne Somers
- John Travolta
- Blair Underwood
- Carl Weathers
- Billy Dee Williams
- Weird Al Yankovic

Pod koniec teledysku pojawia się sam Jackson.

## Lista utworów
| 1. | „Liberian Girl" (edit) | 3:39  |
|    |                        |       |
| 2. | „Girlfriend”           | 3:04  |
|    |                        |       |
|    |                        | 06:43 |
|    |                        |       |

| 1. | „Liberian Girl" (edit) | 3:39  |
|    |                        |       |
| 2. | „Get on the Floor”     | 4:44  |
|    |                        |       |
| 3. | „Girlfriend”           | 3:04  |
|    |                        |       |
|    |                        | 11:27 |
|    |                        |       |

## Wykorzystanie utworu
- Sampel pochodzący z piosenki „Liberian Girl” wykorzystany został przez DJ-ów, przy produkcji utworu Tupaca Shakura „Letter 2 My Unborn”.
- Utwór został wykorzystany w kompozycji „Keep on Keepin’ On” amerykańskiej raperki MC Lyte.

## Informacje szczegółowe
- Słowa i muzyka: Michael Jackson
- Wokale: Michael Jackson
- Perkusja: Miko Brando, Ollie E. Brown i John Robinson
- Programowanie perkusji: Douglas Getschal
- Instrumenty perkusyjne: Ollie E. Brown i Paulinho Da Costa
- Synclavier i efekty: Christopher Currell
- Syntezatory: John Barnes, Michael Boddicker, David Paich i Larry Williams
- Programowanie syntezatorów: Steve Porcaro
- Suahili: Letta Mbulu
- Aranżacja rytmiczna: Michael Jackson, John Barnes i Quincy Jones
- Aranżacja syntezatorów: Jerry Hey, John Barnes i Quincy Jones
- Aranżacja wokalna: Michael Jackson i John Barnes
- Aranżacja partii w suahili: Caiphus Semenya